# Off-Off-Broadway
Off-Off-Broadway est un terme désignant les productions théâtrales jouées à New York dans des salles plus petites, modestes et confidentielles que celles des grands théâtres de Broadway et d'Off-Broadway (généralement moins de cent sièges).

## Histoire
Les pièces produites en Off-Off-Broadway le sont de manières occasionnelles, deux à autre fois par semaine ou parfois uniquement le dimanche et sont des pièces du répertoire classique d'auteurs comme Eugene O'Neill ou Tennessee Williams ou des pièces de nouveaux auteurs américains inconnus. Le but est d'éviter les pressions des syndicats professionnels dont ces auteurs ne font pas partie et de monter des spectacles avec juste vingt dollars. Le public ne paie pas un tarif fixe mais contribue à la hauteur de ce qu'il souhaite.
Un des lieux du Off-Off-Broadway était le Judson Poets'Theatre qui donnait quatre représentations par semaine à la Judson Memorial Church qui devint alors un vrai centre culturel avec troupe de théâtre, compagnie de danse et galerie d'art. En octobre 1963, il est ainsi possible d'y voir un spectacle pour 150 spectateurs, composé de What happened de Gertrude Stein mis en scène par Lawrence Kornfield, et Asphodel du poète John Wieners. Les comédiens étaient des professionnels issus de la Neighborhood Playhouse et de l'Actors Studio et venaient à l'origine de Broadway et de Off-Broadway mais, comme le syndicat des acteurs Actors' Equity interdit à ses membres de jouer Off-Off-Broadway, le mouvement ne perdure pas.